# 1 E-10 m
Pour aider à comparer les ordres de grandeur des différentes longueurs, voici une liste de longueurs comprises entre 100 picomètre et 1 nanomètre.
- 100 pm = 1 angström
- 100 pm (0,1 nm), rayon covalent d'un atome de soufre
- 126 pm (0,126 nm), rayon covalent d'un atome de ruthénium
- 135 pm (0,135 nm), rayon covalent d'un atome de technétium
- 153 pm (0,153 nm), rayon covalent d'un atome d'argent
- 154 pm (0,154 nm), longueur typique d'une liaison covalente (C-C).
- 155 pm (0,155 nm), rayon covalent d'un atome de zirconium
- 175 pm (0,175 nm), rayon covalent d'un atome de thulium
- 225 pm (0,225 nm), rayon covalent d'un atome de césium